# Scheckenmühle (Dinkelsbühl)
Scheckenmühle ist ein Gemeindeteil der Großen Kreisstadt Dinkelsbühl im Landkreis Ansbach (Mittelfranken, Bayern). Scheckenmühle liegt in der Gemarkung Segringen.

## Geografie
Unmittelbar südlich der Einöde liegen die Scheckenweiher, die vom Kuhweiher- und Brühlgraben gespeist werden. Noch weiter südlich erhebt sich der Schnabelberg. Im Norden befindet sich das Zollfeld. Ein Anliegerweg führt 300 Meter nördlich zu einer Gemeindeverbindungsstraße, die westlich nach Segringen bzw. östlich zur Kreisstraße AN 45 verläuft.

## Geschichte
Die Fraisch über Scheckenmühle (auch Untere Schleifmühle genannt) war strittig zwischen dem oettingen-spielbergischen Oberamt Mönchsroth und der Reichsstadt Dinkelsbühl. Gegen Ende des 18. Jahrhunderts gab es ein Anwesen. Das Oberamt Mönchsroth war Grundherr der Mühle.
Im Jahr 1809 wurde Scheckenmühle infolge des Gemeindeedikts dem Steuerdistrikt Segringen und der Ruralgemeinde Segringen zugeordnet. Am 1. April 1971 wurde Scheckenmühle im Zuge der Gebietsreform in Bayern nach Dinkelsbühl eingegliedert.

## Einwohnerentwicklung
| Jahr      | 001818 | 001861 | 001871 | 001885 | 001900 | 001925 | 001950 | 001961 | 001970 | 001987 |
| Einwohner | 5      | 3      | 4      | 7      | 4      | 5      | 7      | 7      | 4      | 5      |
| Häuser    | 1      |        |        | 1      | 1      | 1      | 1      | 1      |        | 1      |
| Quelle    | [ 10 ] | [ 11 ] | [ 12 ] | [ 13 ] | [ 14 ] | [ 15 ] | [ 16 ] | [ 17 ] | [ 18 ] | [ 1 ]  |

## Religion
Der Ort ist seit der Reformation evangelisch-lutherisch geprägt und bis heute nach St. Vinzenz (Segringen) gepfarrt. Die Katholiken sind nach St. Georg (Dinkelsbühl) gepfarrt.